# Congregación del Cristo de los Alabarderos
La Real Congregación del Santísimo Cristo de la Fe, Cristo de los Alabarderos y María Inmaculada Reina de los Ángeles es una cofradía de culto católico instaurada en la ciudad de Madrid. Tiene su sede canónica en la Iglesia Catedral de las Fuerzas Armadas, antiguamente denominada Iglesia del Sacramento.
Su imagen titular es el Santísimo Cristo de la Fe, conocido popularmente como el Cristo de los Alabarderos. Realiza su estación de penitencia en la tarde del Viernes Santo, haciendo su salida por la puerta del Príncipe del Palacio Real de Madrid.

## Historia
La primera noticia documental de la congregación data de 1632, cuando el 4 de julio se acordó rendir culto a un crucificado que se hallaba en la iglesia de San Sebastián, al que adjudicaron la advocación del Santísimo Cristo de la Fe. En 1753, la congregación invitó a los oficiales de la Guardia Real para portar y alumbrar al Cristo, hecho por el cual recibió popularmente el nombre de Cristo de los Alabarderos, ya que era el cuerpo de alabarderos el encargado de la procesión. 
La primitiva imagen fue sustituida en 1806 por otra, obra de Ángel Monasterio, que cayó al suelo y se rompió en su salida de 1835, por lo que se recuperó la primitiva hasta que se realizó una nueva. Esta talla fue obra de José Piqué Duart, quien la realizó en 1836, que fue destruida en los bombardeos que tuvieron lugar el 19 y 20 de noviembre de 1936, ejecutados por ejército nacional sobre la iglesia de San Sebastián. Una última imagen fue realizada a instancias de la familia Ximénez, benefactora de la congregación, que encargó la obra al escultor Ricardo Font Store, que la realizó en escayola, con la que se continuó realizando su salida hasta los años 1940, en que se pierde la tradición.
En 1997 se informó a la jefatura de la Guardia Real de la existencia en la iglesia de San Sebastián del Cristo de los Alabarderos, obra de Ricardo Font, que inmediatamente inició los trámites para retomar la histórica tradición. En ello se implicaron en 2001 el reverendo Luis López Melero, capellán de la Guardia Real, y el general César Muro Benayas, comandante general de Melilla, quienes encargaron una nueva imagen al escultor José Antonio Martínez Horche, con la que la congregación retomó su salida procesional el 18 de abril de 2003, siendo acompañado por el actual cuerpo de alabarderos, después de varios años.

## Paso del Cristo de los Alabarderos
El Santísimo Cristo de la Fe, conocido popularmente como Cristo de los Alabarderos, es una imagen realizada en madera de cedro brasileño en 2007 por el imaginero Felipe Torres Villarejo, bendecida en 2008, que sustituye a la anterior, realizada por Martínez Horche, y está inspirada en las primeras tallas que tuvo la congregación. Sigue el modelo barroco de escuela andaluza, y representa a Cristo aún con vida, con los ojos abiertos y la cabeza ladeada. Dispone de paño de pureza tallado, aunque oculto tras su tradicional faldilla de terciopelo.
La imagen realiza su estación de penitencia sobre un trono de más de una tonelada de peso, que es portado por 44 anderos que soportan 50 kilogramos cada uno, en una procesión que se prolonga durante cuatro horas. Para ello es trasladado el día de Martes Santo desde su iglesia hasta el Palacio Real de Madrid, desde donde sale en la tarde del Viernes Santo por la puerta del Príncipe.